# Alpha Gruis
Alpha Gruis (Alnair (Al Nair, Al Na'ir), 28 Gruis) é uma estrela na direção da Grus. Possui uma ascensão reta de 22h 08m 13.88s e uma declinação de −46° 57′ 38.2″. Sua magnitude aparente é igual a 1.73. Considerando sua distância de 101 anos-luz em relação à Terra, sua magnitude absoluta é igual a −0.73. Pertence à classe espectral B7IV.